# زهرة الحياة

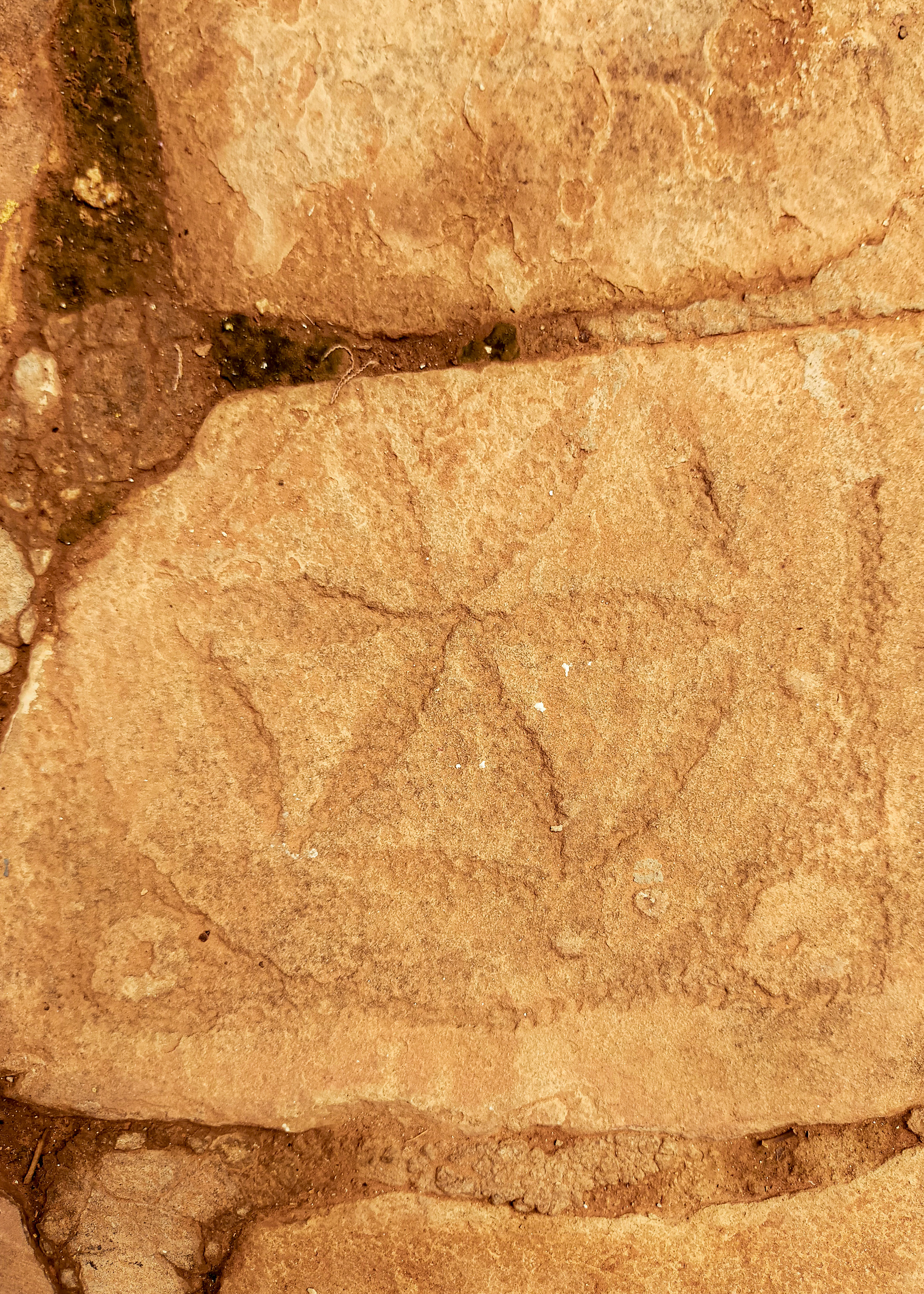
زهرة الحياة في قلعة المشور (القرن 12م) بـتلمسان.

زهرة الحياة اسم لشكل هندسي يشبه الزهرة السداسية الأضلاع ويتشكل من دوائر متراكبة ومتباعدة عن بعض بالتساوي. استعمل هذا التشكيل في الزخرفة منذ القدم.
تتكون، بالعادة، زهرة الحياة من سبعة أو أكثر من الدائر المتداخلة بحيث يكون مركز كل دائرة على محيط ستة دوائر أخرى متساوية معه ومحيطة به. ليس من الضروري أن تكون الدائر المحيطة مكتملة. كما هناك بعض زهور الحياة المنقوشة قديما مؤلفة من دائرة واحدة أو من مسدس الأضلاع.
تعتبر زهرة الحياة رمزا من رموز الهندسة المقدسة. يؤمن أتباع حركة العصر الجديد بأن لها مقدرات روحية وهي تمثل أسس الزمان والمكان، مثلها مثل بيضة الحياة وفاكهة الحياة وبذرة الحياة.
يربط كتاب العصر الجديد زهرة الحياة بإدريس (أنوش التوراة)، الملاك ميتاترون، أيام الخليقة الستة، شكل مبولة السمكة وحلقات بورومين.

## تواجدها

### الآثار الآشورية
من أقدم نقوش زهرة الحياة هي النقوش الموجودة على غرف قصر آشوربانيبال اللأشوري الموجودة في متحف اللوفر في باريس. من المقدر أنها نقشت بحوالي 645 ق.م.

### آثار أبيدوس
يوجد رسوم لزهرة الحياة على معبد أوزيريس في أبيدوس الفرعونية. اختلف العلماء في تاريخها. منهم من أرجعها لسنة 10,5000 سنة قبل الميلاد ومنهم من قال أنها نقشت حوالي 535 ق.م. وبعض الصور الحديثة تظهر كتابات يونانية بجانب الرسم مما ترجح أن يكون تاريخ نقشها ما بين القرنين الثاني والرابع الميلادية.

### الكابالا
يمكن تشكيل رمز شجرة الحياة المستعمل في الكابالا من زهرة الحياة، لذلك يهتم به أتباع الكابالا الهرمسية.

### العصر الجديد
تعتبر زهرة الحياة، في فكر أتباع حركة العصر الجديد، ذات
معان عميقة في الروحانية والتجلي الإلهي ويدرسونها على أساس أنها أحد الهندسة الربانية. هناك العديد من الجماعات الذين يستخرجون منها أشكال للتأمل الروحي.

### في الديانات
هناك علاقة بين شجرة الحياة، التي يعتمدها الهرامسة وأتبا الوثنية وزهرة الحياة التي هي أساس الشجرة. كما أن رمز مبولة السمكة، الذي يعتبره الفيثاغوريين رمزا مقدسا، هو أساس تكوين الزهرة.

### ليوناردو دافنشي

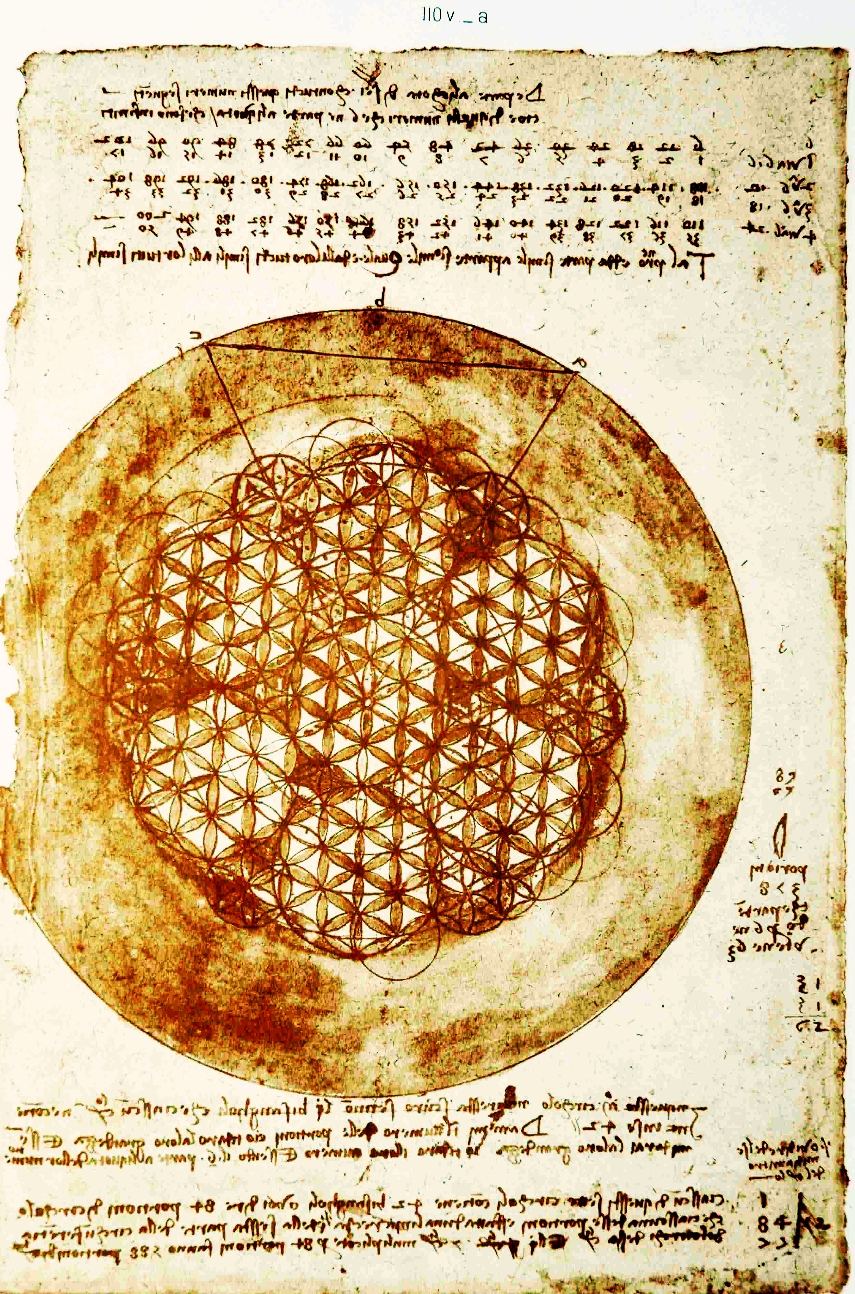
زهرة الحياة رسم دافنشي

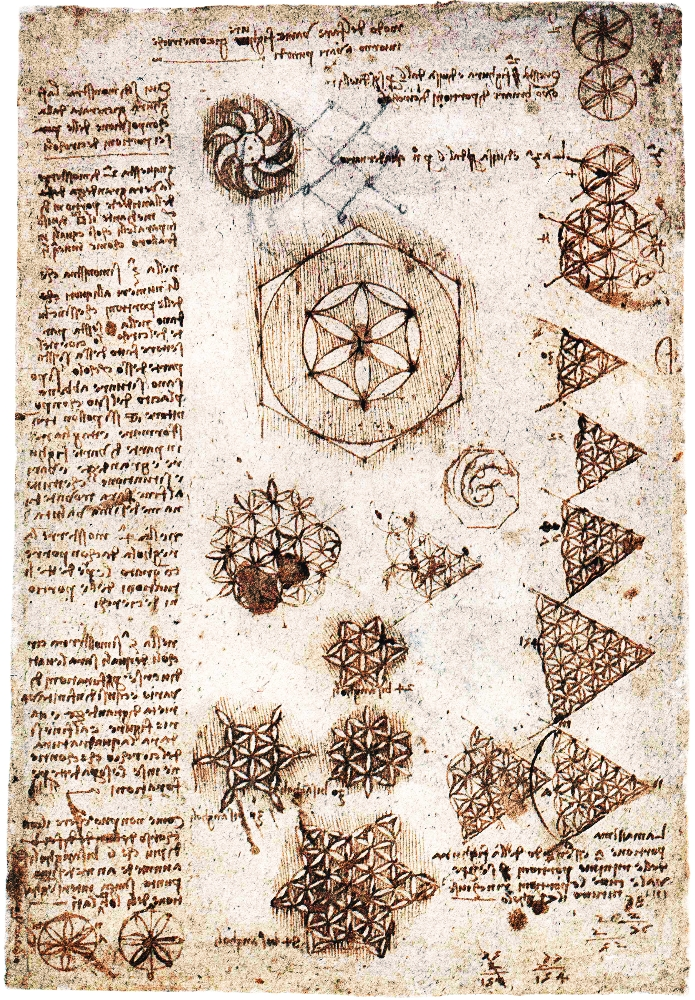
Leonardo da رسمات لدافنشي مستقات من زهرة الحياة

درس دافنشي أشكال زهرة الحياة وميزاتها الرياضية. يوجد في مذكراته رسوما متعددة لزهرة الحياة بالإضافة لبذرة الحياة وأشكال أخرى مثل الأشكال الأفلاطونية، الكرة والطارة ورسومات رقم الذهبي مستعملا زهرة الحياة كأساس.

## هندسة مقدسة
الهندسة المقدسة هي مدرسة فكرية تربط الكثير من المباديء الدينية والقيم الثقافية بالأشكال الأساسية للمكان والزمان. بحسب هذا المعتقد، فإن الأسس البدائية للوجود هي مقدسة والتفكير بها يفتح مجال فهم أساسات كل شيء. وبدراسة طبيعة هذه الأشياء والعلاقة فيما بينهم يفتح الباب لفهم قوانين الكون الفيزيائية والعلمية والفلسفية والنفسية والباطنية.
تعتبر زهرة الحياة رمز من الهندسة المقدسة لاحتوائها على قيم دينية قديمة تصف الأشكال الأساسية للكون وللزمان.

## تركيبها
هناك العديد من الرموز في زهرة الحياة، ولكل منها مفهوم ودلالات خاصة بها.

### بذرة الحياة

بذرة الحياة (جزء من زهرة الحياة)

تتكون بذرة الحياة من سبع دوائر موضوعة على شكل متناضر سداسي لتصور أشكال من الدوائر والعدسات. تعد البذرة المكون الأساسي لزهرة الحياة.
يعتبر أتباع حركة العصر الجديد أن بذرة الحياة تمثل أيام الخلق الستة بحسب التوراة. ففي اليوم الأول، شكلت «مبولة السمكة»، ثم شكلت «ثلاثية الحياة» في اليوم الثاني، وهكذا، تضاف دائرة في كل يوم ليكتمل عدد الدوائر بسبعة وتتشكل بذرة الحياة. واليوم السابع هو يوم الراحة المعروف بيوم السبت.

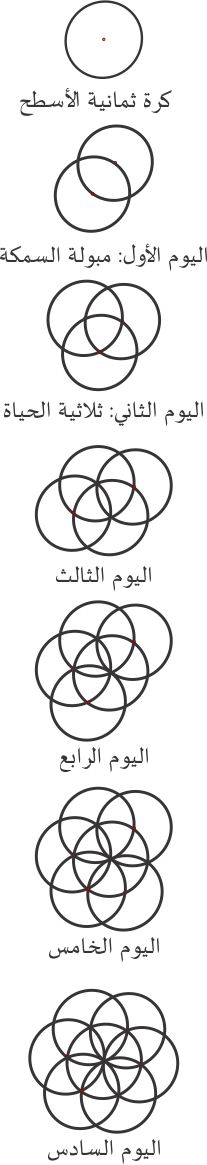
أيام الخليقة وبذرة الحياة

### الكرة المسدسة الأضلاع
أول خطوة في تشكيل بذرة الحياة (وحتى زهرة الحياة) تبداء مع الدائرة، في الأبعاد الثنائية، أو كرة في حالة ثلاثية الأبعاد. في عالم الروحانية، فإن أول خطوة في التكوين قيام الخالق بخلق شكل ثماني السطوح. ثم قام الخلق بلف الشكل حول محوره ليشكل كرة. وكان إدراك الخالق داخل الكورة بينما لم يكن أي شيء موجود في الفراغ إلا الغلاف الخارجي للكرة. وبحسب قصة التكوين، هذه الخطوة هي اليوم الأول.

### مبولة السمكة
تتشكل "مبولة السمكة" (بالإنجليزية: Vesica Piscis) من دائرتين متشابكتين بحيث مركز دائرة كل منهما تقع على محيظ الدائرة الأخرى. وهذا التصميم هو أبسط تصاميم الهندسة الإلهية. وجدت رسومات لهذا الشكل في مراكز مقدسة حول العالم ودار نقاشات مستفيضة حول أهميتها ورمزيتها. وبالنسبة لبعض الأديات، فإن مبولة السمكة تمثل اليوم الثاني للخليقة، حيث قام الخالق بخلق كرة ثانية وطافت روحه من الأولى إلى الثانية (كما ذكر في التوراة: "روح الله يرف على وجه المياه، تكوين 1:2). وسميت مبولة السمكة "دمج المتضادتين" ومسار بين قطبي الكون. وهي أساس رمز السمكة المسيحية وتصميم عيت الإنسان.

### مثلث الحياة

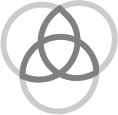
مثلث الحياة ويرمز إلى الثالوث المقدس.

يتشكل مثلث الحياة بإضافة دائرة ثالثة لمبولة السمكة بحيث تكون مركزها على نقطة التقاء محيط الدائرتين. استعمل مثلث الحياة كرمز مقدس في الديانات القديمة بما في ذلك عبادات الكلتك والجرمان الوثنية. وفي وثتية ويكا الجديدة، يمثل شكل مثلث الحياة إلاهة القمر الثلاث والقدر، كما تمثل عوالمها الثلاث: الأرض، السماء والبحر. أما في المسيحية، فالمثلث يمثل الأب والابن وروح القدس المعروفين بالثالوث المقدس.

### طارة الأنبوب

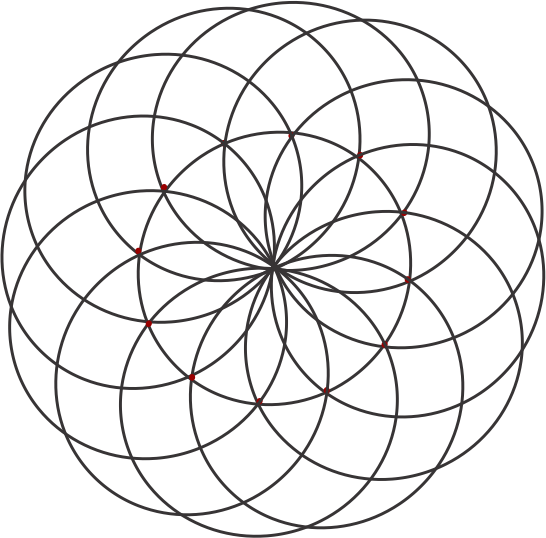
الشكل الهندسي للطارة متمثلة ببذرة الحياة

يمكن تمثيل طارة الأنبوب بالبعد الثنائي بإدارة بذرة الحياة مع تكرار خطوط الطارة. بعتبر البعض أن الطارة الأنبوبية تحوى ترميز دوامة الطاقة التي تشرح النور واللغة بطريقة فريدة.

### بيضة الحياة

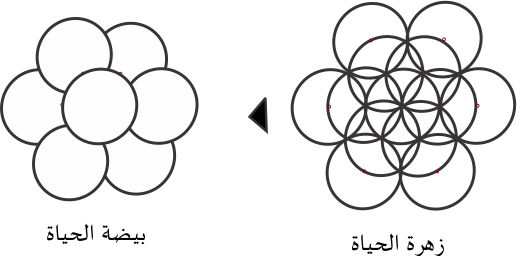
استخراج بيضة الحياة من زهرة الحياة

تتكون بيضة الحياة من سبع دوائر استخرجت من تصميم هرة الحياة. يعتبر شكل بيضة الحياة ممثلا لشكل خلاية نطفة بعد ساعات قليلة من تكون الجنين. بالهندسة، يستخرج من شكل بيضة الحياة الأشكال الهندسية التالية:
- المكعب: أحد الأشكال الأفلاطونية
- [[رباعي السطوح:: أحد الأشكال الأفلطونية.
- نجمة رباعية السطوح: تشابه نجمة داوود السداسية.

### شجرة الحياة

شجرة الحياة الكابالية وعلاقتها مع زهرة الحياة

## روابط خارجية
- رسم متحرك لزهرة الحياة

## اقرأ أيضا
- مكعب ميتاترون